# Довгель, Алексей Иванович
Алексей Иванович Довгель (бел. Аляксей Іванавіч Доўгель; род. 28 июля 1994, Минск) — белорусский футболист, полузащитник.

## Карьера
Воспитанник борисовского БАТЭ. В 2010 году стал выступать за дублирующий состав клуба. В 2011 году стал победителем чемпионата Беларуси по футболу среди дублёров. В 2015 году отправился в аренду в «Ислочь». Дебютировал за клуб 19 апреля 2015 года в матче против «Лиды». Сразу же закрепился в основной команде клуба. Вместе с клубом стал чемпионом Первой Лиги. В 2016 году футболист по окончании аренды покинул клуб, однако в «Ислочи» появилось намерение выкупить игрока. В марте 2016 года был выкуплен у борисовского клуба, подписав 3 летний контракт. Свой дебютный матч в Высшей Лиге сыграл 7 июля 2016 года против БАТЭ.
В конце июля 2016 года перешёл в минское «Торпедо». Дебютировал за клуб 24 июля 2016 года в матче против «Звезды-БГУ». Закрепился в основной команде клубе. В 2017 году перешёл в «Чисть», вместе с которой вышел в Первую Лигу. В 2022 году стал игроком клуба «Юни Минск».

## Достижения
«Ислочь»
- Победитель Первой Лиги — 2015